# Ufi (Iran)
Ufi (persisch عوفی, auch ‘Ūfī) ist ein kleines Dorf in der iranischen Provinz Chuzestan. Bei der Volkszählung im Jahr 2006 hatte es 13 Einwohner, die sich auf fünf Familien verteilten.